# Національний ліс США

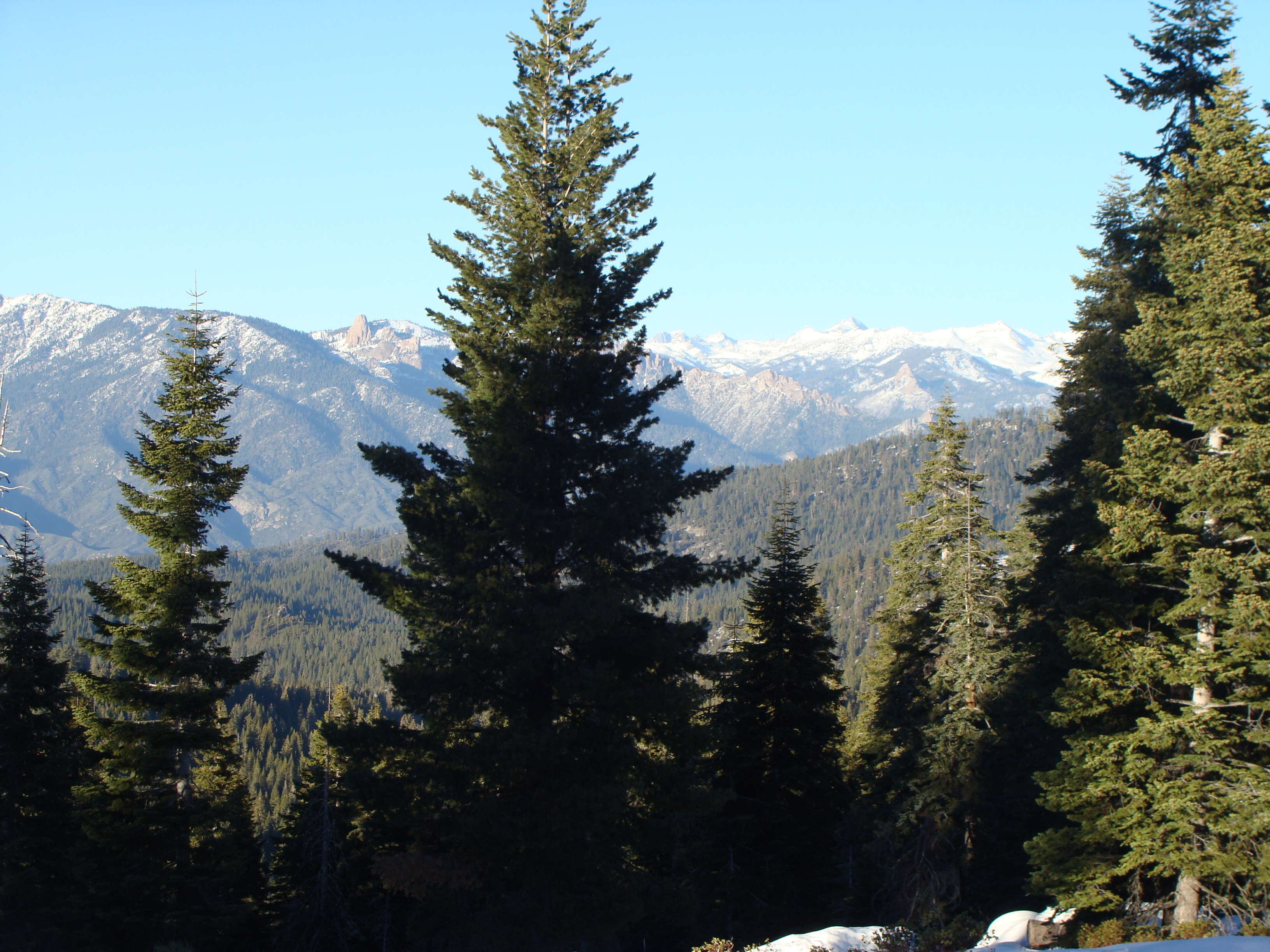
Національний ліс Секвоя в горах Сьєрра-Невада (Каліфорнія)

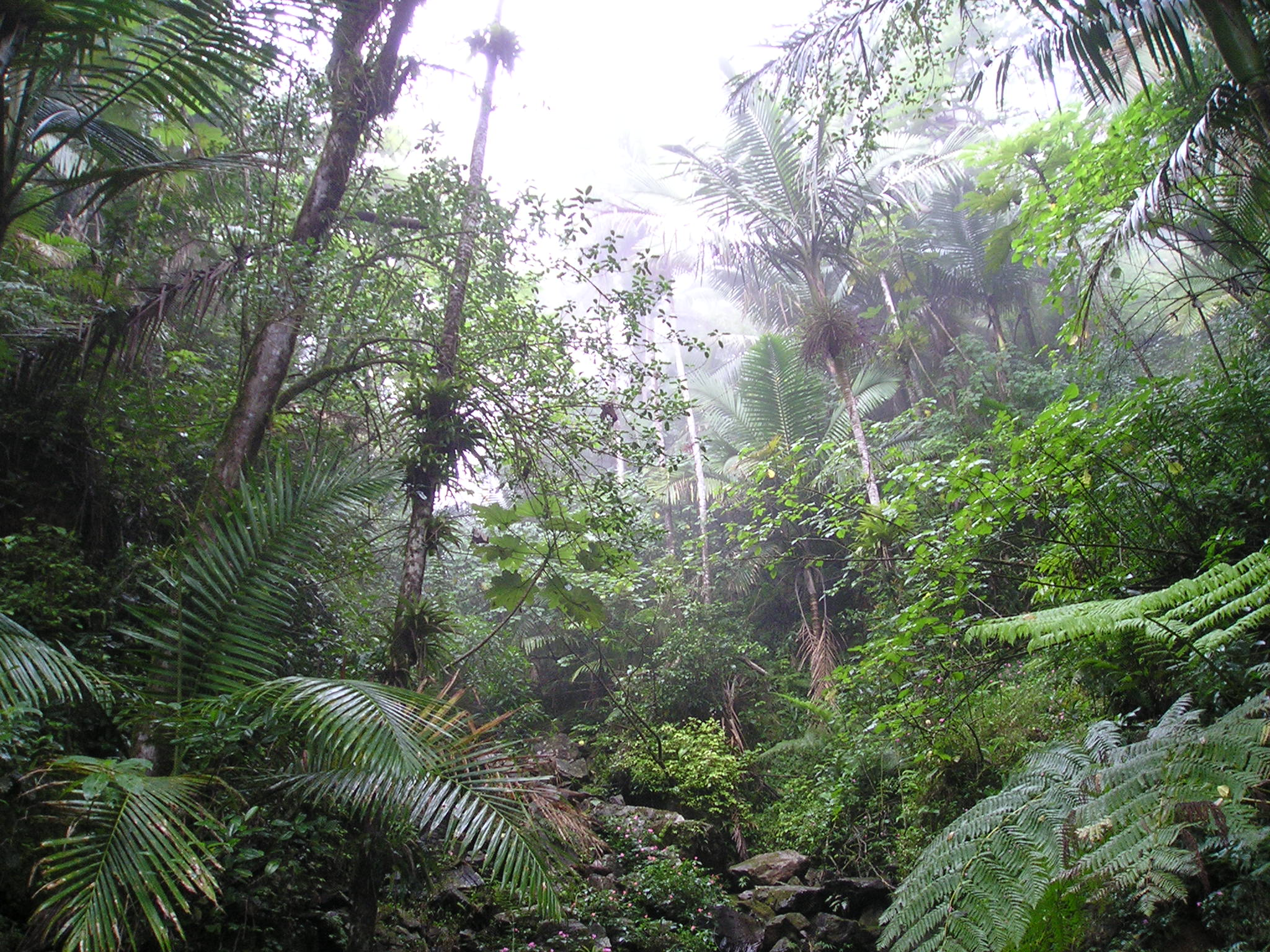
Національний ліс Ель-Юнке (Пуерто-Рико)

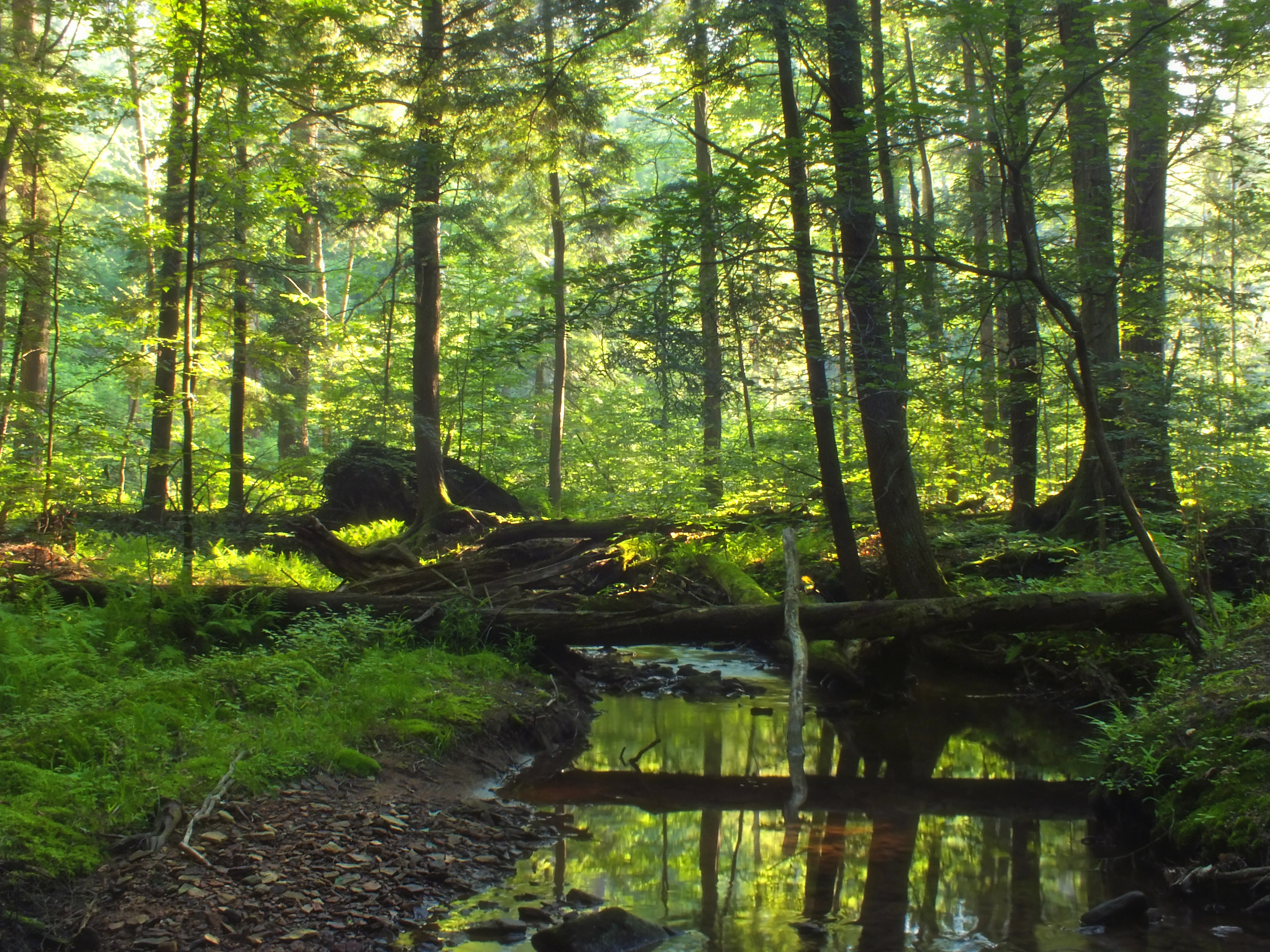
Аллеганський національний ліс (Пенсільванія)

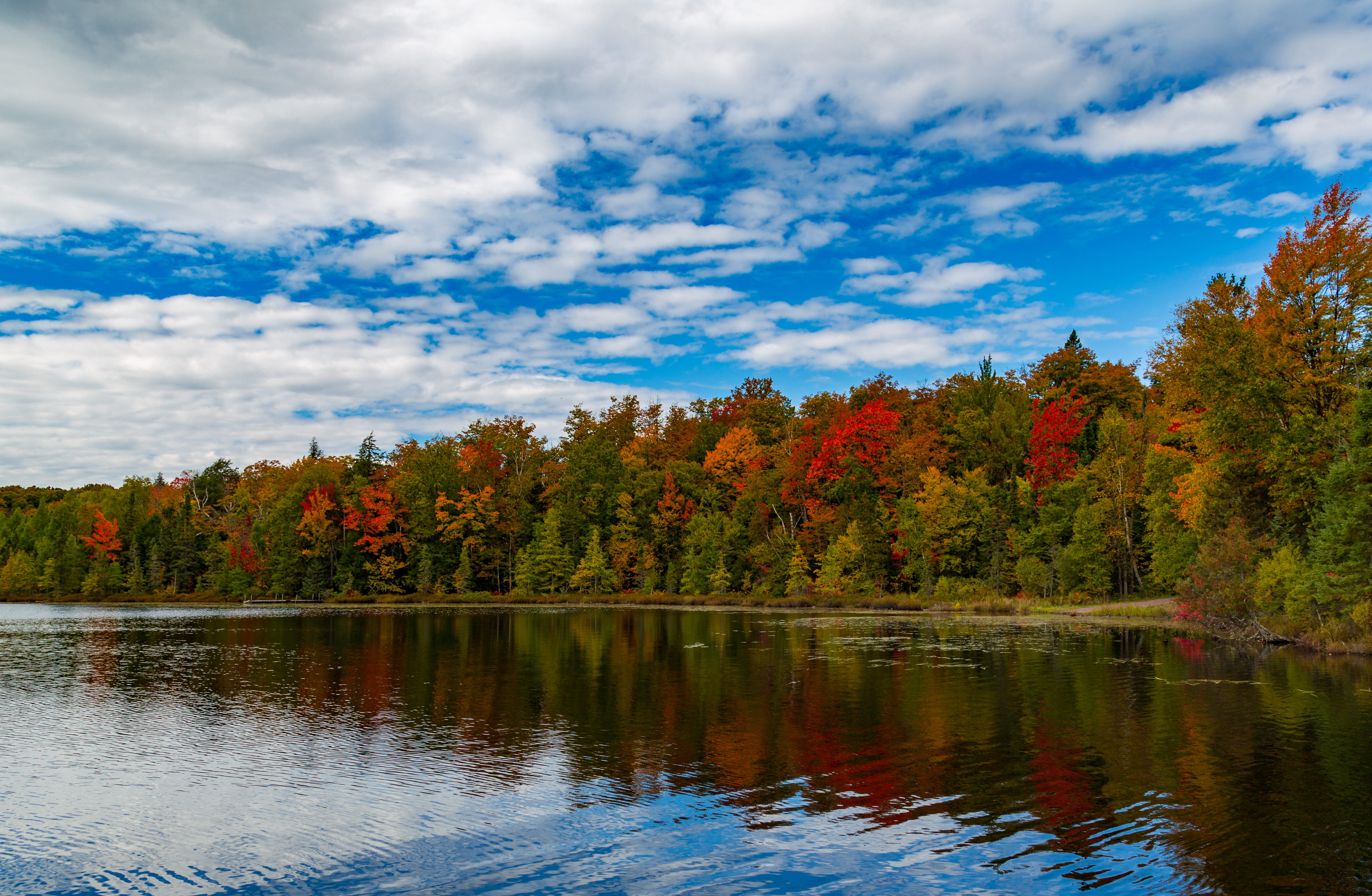
Національний ліс Оттава (Мічиган)

Національний ліс Сполучених Штатів Америки (англ. National Forest) — вид федеральних земель та природоохоронних територій Сполучених Штатів Америки, який переважно складається з лісів чи рідколісь. Національні ліси США є колективною власністю американського народу, контролюються федеральним урядом та перебувають під управлінням Лісової служби США, яка є підрозділом Міністерства сільського господарства США. Вона також управляє всіма національними луками США та майже 50 % національних зон відпочинку США. Крім того, лісова служба США є дослідницькою організацією лісового господарства, яка надає фінансову допомогу державній та місцевій лісовій промисловості. Управління Національними лісами США зосереджене на лісозаготівлі, випасі худоби, водокористуванні, захисті дикої природи та рекреаційному використанні. На відміну від національних парків, комерційне використання національних лісів дозволяється та, у багатьох випадках, заохочується. Національні ліси віднесені до VI категорії згідно з класифікацією природоохоронних територій Міжнародного союзу охорони природи. Загалом в США є 154 національні ліси, які займають площу близько 534 000 км².

## Опис
В США є 154 національні ліси та 20 національних луків, загальна площа яких становить приблизно 769 000 км². Ці землі складають 8,5 % від загальної площі Сполучених Штатів Америки, є більшими за площу Техасу та за територію будь-якої з країн Європи. Лише 13 % національних лісів розташовані на схід від річки Міссісіпі, тоді як решта лісів розташовані на заході США, переважно в горах Північноамериканських Кордильєр.
Принаймні один національний ліс є в 40 штатах США, крім десяти (Айова, Гаваї, Делавер, Канзас, Коннектикут, Меріленд, Массачусетс, Нью-Джерсі, Північна Дакота, Род-Айленд), хоча в Канзасі та Північній Дакоті є національні луки. Крім того, у Пуерто-Рико є Національний ліс Ель-Юнке. Аляска має найбільшу площу національних лісів, що становить приблизно 89 000 км² або 12 % від усіх національних лісів США. Також найбільші площі національних лісів мають Каліфорнія (84 000 км²) та Айдахо (83 000 км²). Площа лісів в Айдахо є найбільшою по відношенню до площі самого штату і становить 38,2 % території штату. Великі площі лісів також має Орегон (24,7 %) та Колорадо (20,9 %).
Кілька штатів мають як національні парки, так і національні луки, а деякі штати, зокрема Каліфорнія, Техас і Колорадо, мають національний парк, національні луки та національні ліси. Штат Массачусетс, де відсутні ці три види природоохоронних територій, має Національне узбережжя Кейп-Код.
Існує два типи національних лісів. Ліси, розташовані на схід від Великих рівнин, в основному повторно придбані або висаджені ліси. Колись ці території перебували у приватній власності, однак пізніше були викуплені урядом США з метою створення нових національних лісів. У цих випадках площі національних лісів, нанесені на більшість карт, фактично не відображають розміри національних лісів, а лише розмір зони, дозволеної для викупу. Реальна кількість викупленої землі в більшості випадків значно менша.
Національні ліси, розташовані на захід від Великих рівнин, початково були лісовими господарствами. Ці землі здебільшого перебувають у державній власності та ніколи не перебували у приватних руках. У цих випадках площі національних лісів, нанесені на карти, зазвичай є фактичною площею національних лісів.
В системі національних лісів США є 1200 місцевостей, занесених до Національного реєстру історичних місць, з яких 23 є національними історичними пам’ятками. Національний закон про збереження історичних пам'яток вимагає від Лісової служби виявляти, досліджувати та захищати культурні ресурси на землях, якими вона управляє.

## Управління
Управління національними лісами зосереджене на охороні дикої природи, лісозаготівлі, випасі худоби, водокористуванні та рекреаційному використанні. На відміну від національних парків та інших федеральних земель, якими керує Служба національних парків, видобуток природних ресурсів у національних лісах дозволений та, у багатьох випадках, заохочується. Лісові ресурси, вилучені з національних лісів, можуть бути призначені для комерційного або особистого використання. До таких ресурсів належать лісоматеріали та дрова, а також лікарські рослини, їстівні гриби, фрукти та горіхи тощо. Однак на території національних лісів також розташовані одні з перших та деякі з найбільших зон дикої природи, а також 14 національних пам'яток, де видобуток природних ресурсів обмежений.
Між лісозаготівельними підприємствами та екологами нерідко спалахують конфлікти щодо використання лісових угідь. Ці конфлікти зосереджені на захисті вимираючих видів, вирубці пралісів, інтенсивній вирубці, знижених податках, застарілому законодавстві про видобуток корисних копалин та на прокладанні доріг через національні ліси.
На територіях, оголошених національними лісами, працює багато гірськолижних курортів. Крім того, громадянам США дозволяється встановлювати табори будь-де в національних лісах, якщо їхній кемпінг знаходиться щонайменше за 200 футів (61 м) від будь-якої дороги чи стежки.

## Історія
Система національних лісів США була започаткована Актом про загальну ревізію земель, прийнятим у 1891 році. Цей закон став результатом узгоджених дій бізнесменів та власників нерухомості в районі Лос-Анджелеса, які постраждали від збитків, завданих водним ресурсам гір Сан-Габріель власниками ранчо та шахтарями. Представниками ініціативи виступили Еббот Кінні та лісник Теодор Люкенс. Слід відзначити, що ще до прийняття акту федеральний уряд вже мав у власності великі заповідні території, зокрема в долині Йосеміті (закріплені у постійній власності у 1864 році) і 8000 км² в долині Єллоустон (закріплені у власності уряду в 1872 році). Після прийняття закону президент Гаррісон негайно, 30 березня 1891 року, створив Єллоустонський лісовий парк та земельний заповідник, який тоді підпорядковувався Міністерству внутрішніх справ, та додатково вилучив у державну власність 4850 км² Єллоустонської долини. Це стало першим кроком в кампанії зі створення природоохоронних територій протягом його президентства.
Акт про загальну ревізію 1891 року, також відомий як Акт про лісові заповідники, надав президенту США повноваження створювати лісові заповідники на громадських землях. За наказом президента Гаррісона у 1891 році була створена перша лісова резервація — резервація Шошоні у штаті Вайомінг. Міністерство внутрішніх справ відповідало за проведення розвідувальних кампаній на місцях у 1891-1892 роках, за результатами яких були написані рекомендації щодо створення нових лісових заповідників. У 1893 році Гаррісон створив Лісовий заповідник Сьєрра в горах Сьєрра-Невада в Каліфорнії. Загалом цей президент створив 15 лісових заповідників загальною площею близько 53 000 км². Президент Гровер Клівленд (1893-1897) створив ще 13 заповідників площею понад 100 000 км², а Вільям Мак-Кінлі (1897-1901) додав до них 28 000 км² лісів. 
У 1897 році було прийнято Основний закон про управління Лісовою службою, який встановив положення про управління та фінансування заповідників, що перебували в управлінні Міністерства внутрішніх справ,  та безпосередньо підпорядковувалися Головному земельному управлінню. Закон по-новому визначив мету створення заповідників, які мали створюватися з метою захисту лісів і водозбірних басейнів та бути джерелом забезпечення нації деревиною, таким чином дозволивши лісову промисловість в заповідниках.
З 1893 по 1897 рік за управління лісовими заповідниками відповідала невелика група співробітників, найнятих Головним земельним управлінням, та спеціальні агенти Служби маршалів США. У 1898 році для цієї мети Головне управління отримало земельні повноваження та фінансування для найму охоронців.
У 1899 році Фред Пламмер, американський інженер-геолог, завершив перше дослідження та картографування Лісового заповідника гори Рейнір. У звіті, опублікованому в 1900 році, Пламмер надав перший детальний опис типів і умов лісу, гідрології, історії пожеж та випасу на території, яка пізніше стала Національним лісом Гіффорда Пінчота.
У 1905 році був ухвалений Акт про передачу 1905 року, за яким лісові заповідники були перепідпорядковані Міністерству сільського господарства США. В рамках цього міністерства була створена Лісова служба США, яка мала картографувати, підтримувати та захищати ліси, а також забезпечувати США водою та деревиною для національного блага. Головою Лісової служби США президент Теодор Рузвельт призначив Гіффорда Пінчота.
У 1907 році президент Теодор Рузвельт збільшив площу лісових заповідників більш ніж на 400 600 км², тобто більш ніж удвічі. У відповідь Конгрес обмежив повноваження президента проголошувати нові заповідники. У 1908 році Національна лісова система зазнала серйозної реорганізації, а в 1911 році Конгрес відповідно до закону Вікса уповноважив міністра сільського господарства шукати та рекомендувати федеральному уряду до покупки землі, необхідні для регулювання річкового стоку.
У 1922 році міністр сільського господарства Генрі Воллес дозволив продаж національних лісових угідь в обмін на приватні землі рівної вартості. Це змістило Національну лісову службу від природоохоронної організації в бік організації, що передусім зосереджена на лісозаготівельній промисловості. У 1925 році національним лісам було дозволено видавати дозволи на випас терміном на 10 років. У 1944 році був прийнятий Акт про стійке управління лісами, який заохочував будівництво лісозаготівельних підприємств по всьому Заходу США.
У 1960 році був прийнятий Акт про багатоцільове стійке землекористування. Він розширив повноваження Служби лісів США, наказавши їй розробляти та управляти п'ятьма видами відновлюваних ресурсів — лісоматеріалами, пасовищами, водою, рекреацією, дикою природою, не надаючи переваги жодному з них. У 1970 році був прийнятий Акт про національну екологічну політику, який вимагав робити заяви про вплив на навколишнє середовище при здійсненні федеральним урядом заходів, які можуть вплинути на навколишнє середовище. Це дозволило юридично кинути виклик лісозаготівельній промисловості. У 1973 році був прийнятий Акт про види, що перебувають під загрозою вимирання, який надав захисникам лісів можливість оскаржувати вирубку, якщо вона загрожує вимираючим видам.
У 1976 році був прийнятий Акт про управління національними лісами, який мав на меті захистити національні ліси від руйнівних практик лісозаготівлі. Конгрес наказав Лісовій службі розробити правила щодо масштабу суцільних вирубок, захистити водні шляхи та обмежити темпи вирубок для захисту лісовідновлення, а також розробити та впровадити плани управління ресурсами в кожній одиниці національної лісової системи. У 1994 році президент Білл Клінтон ухвалив Північно-Західний лісовий план, який мав на меті уповільнення вирубки пралісів. У 2004 році був прийнятий Акт про Карибський національний ліс, який дозволив створити Національний ліс Ель-Юнке на Пуерто-Рико.